# 1001 (tal)
1001 är det naturliga talet som följer 1000 och som följs av 1002.

## Inom matematiken
- 1001 är ett udda tal.
- 1001 är det första fyrsiffriga palindromtalet.
- 1001 är det 26:e pentagontalet.
- 1001 är ett ikosagontal.

## Inom vetenskapen
- 1001 Gaussia, en asteroid.

## Inom kulturen
- Tusen och en natt, en medeltida sagosamling.
- Tusen och en natt (TV-program), pornografiskt program i TV 1000.
- "Tusen och en natt" (sång), den sång som, framförd av Charlotte Nilsson, vann Melodifestivalen 1999 och, som "Take Me to Your Heaven", även vann Eurovision Song Contest 1999.
- Tusen och en natt (film, 1974), en italiensk långfilm som bygger på sagosamlingen.
- Tusen och en natt (film, 2000), en brittisk långfilm som bygger på sagosamlingen.